# NGC 3688
NGC 3688 је спирална галаксија у сазвежђу Пехар која се налази на NGC листи објеката дубоког неба.
Деклинација објекта је - 9° 9' 54" а ректасцензија 11h 27m 44,4s. Привидна величина (магнитуда) објекта NGC 3688 износи 14,3 а фотографска магнитуда 15,1. NGC 3688 је још познат и под ознакама MCG -1-29-24, NPM1G -08.0344, PGC 35269.